# ريان البلوشي
ريان درويش البلوشي لاعب كرة قدم سعودي ، يلعب كمهاجم في نادي الاتفاق.

## مسيرة اللاعب
لعب في نادي الاتفاق ونادي الفيحاء.

## روابط خارجية
ريان البلوشي على موقع قاعدة بيانات كرة القدم.إي يو (الإنجليزية)
- ريان البلوشي على موقع Soccerway.com (الإنجليزية)